# Tianyuan (Zhuzhou)
Tianyuan (天元区,  Tiānyuán Qū) ist ein chinesischer Stadtbezirk der bezirksfreien Stadt Zhuzhou in der Provinz Hunan. Der Stadtbezirk hat eine Fläche von 150 km² und zählt 331.700 Einwohner (Stand: Ende 2018). Er ist Zentrum und Regierungssitz der bezirksfreien Stadt Zhuzhou.

## Administrative Gliederung
Auf Gemeindeebene setzt sich der Stadtbezirk aus drei Straßenvierteln und zwei Großgemeinden zusammen. 